# عزلة صيف (حضرموت)
بلدة صيف، واحدة من أهم البلدات في وادي #دوعن بـ #حضرموت وأعرقها تاريخياً.
توصف بأنها مفتاح وادي دوعن، ويعود ذكرها في التاريخ لقرون طويلة، فيما تقول بعض المرويات التاريخية إنها سميت باسم أحد ملوك حمير.

تعداد سكانها 43836 نسمة حسب التعداد السكاني في اليمن لعام 2004.

## روابط خارجية
- الجهاز المركزي للإحصاء بالجمهورية اليمنية
- المركز الوطني للمعلومات باليمن نسخة محفوظة 10 أبريل 2015 على موقع واي باك مشين.
- World Gazetteer:Yemen
- الدليل الشامل